# Roztok

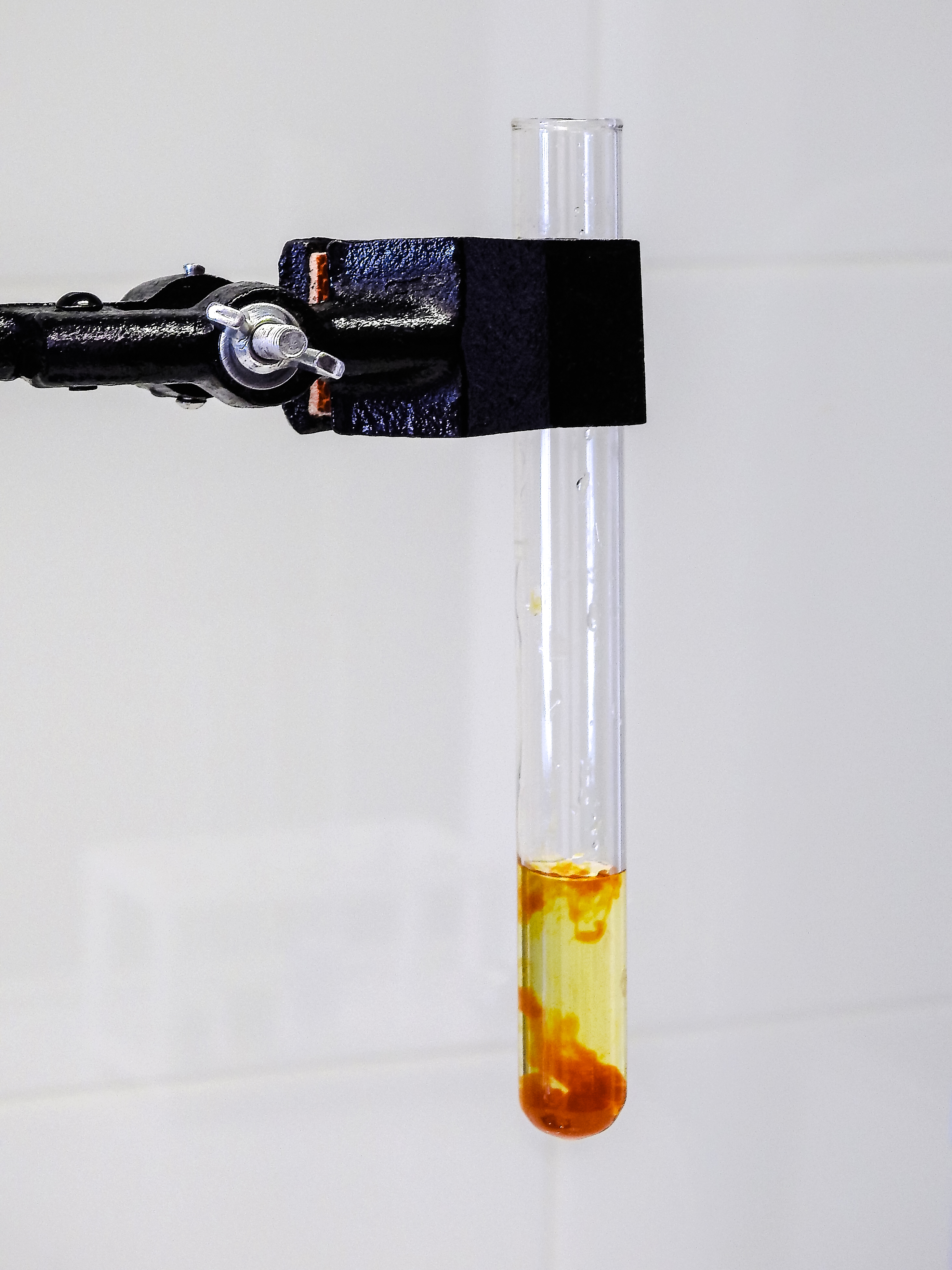
zkumavka s roztokem

Roztok je homogenní (stejnorodá) většinou kapalná směs nejméně dvou látek, rozpouštědla a rozpuštěné látky. Směs může být i pevná (slitiny) nebo plynná (vzduch). Složení roztoku je v celém jeho objemu stejné a ve všech svých částech má stejné vlastnosti. V roztoku nelze opticky rozlišit jeho složky, neboť velikost rozpuštěných částic je menší než 10−9 m.
Složka, která má největší relativní zastoupení v roztoku, se obvykle označuje jako látka rozpouštějící, ostatní složky se nazývají látky rozpuštěné. Rozpuštěné látky s rozpouštědlem nereagují.
Může dojít k disociaci nebo solvataci rozpuštěné látky, ale tím nedochází ke změně chemických vlastností látky. Rozpouštědlo nebo rozpuštěnou látku je tedy možné z roztoku zase separovat fyzikální cestou.
Roztoky se nazývají podle rozpouštědla. První část názvu tvoří přídavné jméno odvozené od názvu rozpouštědla se slovem roztok. Druhou část tvoří název rozpouštěné látky v druhém pádu. Například vodný roztok chloridu sodného.

## Rozpustnost látek
Rozpustnost je hodnota udávající koncentraci rozpuštěné látky v nasyceném roztoku za daných podmínek (teplota, tlak). Tyto podmínky je třeba vždy uvádět, neboť rozpustnost se s nimi mění. Rozpustnost se udává různými způsoby, například počet gramů látky na 100 g rozpouštědla, počet gramů látky na 100 g roztoku, látková koncentrace.
Pro rozpustnost látek v různých rozpouštědlech platí jednoduché pravidlo:
Podobné se rozpouští v podobném, latinsky Similia similibus dissolvuntur.

Iontové látky jsou podle tohoto pravidla většinou dobře rozpustné v polárních rozpouštědlech, kovalentní látky jsou většinou dobře rozpustné v nepolárních rozpouštědlech.

## Koncentrace roztoků

### Nasycenost roztoků
Látku je možné v příslušném rozpouštědle a za daných podmínek (teploty a tlaku) rozpouštět jen do určité koncentrace rozpuštěné látky. Roztoky podle toho dělíme na:
- Nasycený roztok je takový roztok, ve kterém se další množství látky již nerozpouští. Poměr pro nasycení roztoku mezi rozpouštědlem a rozpouštěnou látkou je závislý na teplotě a tlaku prostředí. U většiny pevných látek s rostoucí teplotou roste. Toho se například využívá při výrobě krystalických látek, kdy se připraví nasycený roztok o co nejvyšší teplotě (ideálně 100 °C), po ochlazení se vyloučí krystaly. U plynů rozpustnost s rostoucí teplotou klesá a s rostoucím tlakem roste. V teplejší vodě se rozpustí méně kyslíku, při vyšším tlaku se ve vodě rozpustí více CO2. Taky je dobré říct že nasycený roztok je de facto skoro nemožné získat. Nasycený roztok je spíše teoretický. I když se s označení "nasycený roztok" často používá, jde spíše o nenasycený nebo přesycený roztok který je ale velmi blízko k nasycenému roztoku.
- Nenasycený roztok je takový roztok, ve kterém je rozpuštěné látky méně, než odpovídá rovnovážnému nasycení roztoku. Příkladem je rozpouštění kuchyňské soli nebo cukru ve vodě. Oba roztoky se používají v kuchyni a připravují v koncentracích podle potřeby jako nenasycené roztoky.
- Přesycený roztok je takový roztok, ve kterém je rozpouštěné látky více, než odpovídá rovnovážnému nasycení roztoku. Jde o metastabilní stav a vzniká tak heterogenní směs, tedy roztok a pevná látka.

### Výpočet koncentrace
Roztok má v celém svém objemu stejný poměr rozpuštěné látky a rozpouštědla, proto lze přesně určit jeho složení. Složení roztoků neboli koncentraci roztoků podle množství jednotlivých složek lze vyjádřit několika způsoby, nejběžnější jsou:
- Objemový a hmotnostní zlomek – poměr rozpouštěné látky k rozpouštědlu (například kyselina chlorovodíková zředěná vodou v objemovém poměru 1:5 obsahuje 100 ml HCl a 500 ml H2O)
- Objemová a hmotnostní procenta – udávají počet dílů rozpuštěné látky ve 100 dílech roztoku (například 5% roztok chloridu sodného obsahuje 5 g NaCl a 95 g H2O)
- Molární koncentrace – udává počet molů rozpuštěné látky v jednom litru roztoku (například jednomolární roztok NaCl obsahuje 58,4 g chloridu sodného v jednom litru vody)

## Skupenství roztoku
Obvykle se pod pojmem roztok rozumí roztok v kapalném skupenství a nejčastějším rozpouštědlem je voda. Obecně je však roztok definován jako homogenní směs dvou a více látek v jakémkoli skupenství, například:
- roztok pevné látky a kapaliny (cukr rozpuštěný ve vodě, sůl rozpuštěná ve vodě)
- roztok dvou kapalin (ethanol rozpuštěný ve vodě – alkoholické nápoje)
- roztok plynu a kapaliny (oxid uhličitý ve vodě – šumivé nápoje)
- roztok nejméně dvou plynů (vzduch)
- roztok pevných látek (slitiny, například bronzu)
- roztok všech tří skupenství (slazená minerálka – voda, cukr, oxid uhličitý)